# Mouthoumet
Mouthoumet település Franciaországban, Aude megyében. Lakosainak száma 115 fő (2022. január 1.). Mouthoumet Auriac, Lanet, Laroque-de-Fa, Salza és Termes községekkel határos.

## Népesség
A település népességének változása:
| Lakosok száma | 92   | 102  | 65   | 106  | 124  | 113  | 107  | 106  | 109  | 115  |
|               | 1968 | 1982 | 1990 | 2006 | 2013 | 2015 | 2017 | 2019 | 2020 | 2022 |